# 松萊茨泰因山脈
47°45′06″N 15°38′19″E / 47.75165°N 15.6386°E
松萊茨泰因山脈（德語：Sonnleitsteingruppe），是奧地利的山脈，位於該國東部，處於下奧地利州和施泰爾馬克州接壤的邊界，屬於大松萊茨泰因山的一部分，海拔高度1,639米。